# Поп Маркова кућа
Поп Маркова кућа налази се у главној улици у Александровцу, у њој је данас смештен Завичајни музеј Жупе. Уписана је у листу заштићених споменика културе Републике Србије (ИД бр. СК 894). 

## Карактеристике
Објекат је саграђена у другој половини XIX века од стране локалног свештеника Марка Богдановића. Према својим архитектонским карактеристикама она припада Жупи и у потпуности је везана за најважнију привредну грану ове области - виноградарство. Кућа је зидана над каменим подрумом, изнад кога је спратни стамбени део. испред којег је, постављен Над улазом у подрум постављен је доксат са лучно засведеним отворима, који кући дају карактеристике моравске архитектуре. Краљ Александар Обреновић је 1894. године посетио Александровац и одсео у кући попа Марка, која је тада посебно прилагођена како би послужила као краљева резиденција. Доксат је претворен у спаваћу собу затварањем и претварањем лукова у прозорске отворе.